# Partito Autentico
Il Partito Rivoluzionario Cubano Autentico (esp: Partido Revolucionario Cubano Auténtico, abbreviato in Partido Auténtico) è stata un partito politico cubano di stampo nazionalista. Durante i suoi longevi governi attuò importanti riforme, divenendo però impopolare nei primi anni '50 a causa della diffusa corruzione, causando il ritorno al potere di Fulgencio Batista che portò alla sua dissoluzione.

## Storia
Il Partito Autentico è sorto dopo la nazionalista e anti-liberale rivoluzione del '33. Venne costituito nel febbraio 1934, da molti di coloro che portarono alla caduta del governo Machado.
Nelle elezioni del 1939, il partito era alla testa del Fronte d'Opposizione, coalizione opposta al governo del Frente Popular, che venne sconfitto proprio a queste elezioni. 
La costituzione cubana venne così improntata dalle idee socialiste e nazionaliste che erano la base del Partito Autentico.
Alle elezioni del 1940, il candidato del Partito Autentico, Ramón Grau, venne sconfitto alle elezioni presidenziali. Inoltre nelle elezioni di medio termine del 1942, il Partito Autentico subì un brusco crollo elettorale, conquistando appena 10 seggi all'Assemblea Cubana.
Questo crollo si riprese dopo la vittoria di Grau alle lezioni del 1944, che vinse anche alle elezioni di medio termine del 1946, conquistando 30 dei 66 seggi all'Assemblea. In questo periodo il partito divenne più moderato e abbandonò concetti massimalisti, posizionandosi a centro-sinistra nello spettro politico cubano.
Nel 1948, in vista delle elezioni, si alleò con il Partito Repubblicano, consentendo al candidato del Partito Autentico, Carlos Prío Socarrás, di vincere le elezioni, conquistando anche l'Assemblea nazionale ed il Consiglio degli Stati.
Alle elezioni di medio termine del 1950 si alleò con le forze della destra moderata, basata su un'alleanza tra il Partito Democratico e con il Partito Liberale, storico avversario, vincendo ancora una volta. 
Nel 1954 tuttavia, il partito era già divenuto impopolare, sia per gli USA che per buona fetta della popolazione, specie studenti e intellettuali comunisti e radicali. Alle elezioni dello stesso anno, il partito fu sconfitto dalla Coalizione Progressista Nazionale di Fulgencio Batista, anche se alcuni ritennero in modo golpista, causandone lo scioglimento a causa del crollo di consensi.

## Ideologia
Il Partito Autentico si riconosceva nei principi di socialismo, corporativismo, sindacalismo e nazionalismo, quest'ultimo esasperato tanto che il suo slogan era "Cuba para los cubanos" (Cuba per i cubani).
Il partito era fortemente, come già detto, filo-sindacale, da cui affluivano grandi consensi, poiché il partito mirava ad aumentarne i poteri al fine di migliorare lo Stato sociale di Cuba.
Infine, su modello corporativo, ha cercato di creare un'armonia tra operai e imprenditori, e di suddividere le rispettive commissioni su base tripartitica, nonché di creare un senato che raggruppasse le varie lobbies di sindacalisti, imprenditori e burocrati governativi.